# Qred
Qred är en svensk bank för företag grundad 2015 med huvudkontor i Stockholm. Den har verksamhet i Sverige, Finland, Danmark, Nederländerna, Brasilien, Belgien och Norge.
Ordförande är 2023 Mattias Carlsson.

## Verksamhet
2023 beviljades Qred banktillstånd av Finansinspektionen, och kan därmed erbjuda sina tjänster inom hela Europeiska unionen.
Qred utfärdar Qred Visa för att hjälpa små- och medelstora företag att frigöra kortsiktigt kapital.
Företaget har varit med på Financial Times lista över de 1 000 företag i Europa med den snabbaste tillväxttakten varje år från 2019  till 2023.